# Федон
Федон из Елиде (стгрч. Φαιδων Φαιδων; око 417. п. н. е., Елида - 4. век пне) је старогрчки филозоф, најмлађи од Сократових ученика и оснивач Елидо-еретријске школе филозофије.
Према древној традицији, рођен је у племићкој породици Елис. После освајања његовог родног града од стране Спартанаца, као дете је продат у ропство. У Атини је Сократ приметио младог роба. На захтев чувеног филозофа Федон је откупљен и постао је један од Сократових ученика. Остао је поред свог учитеља до смрти. Платон је дијалог који описује последње сате Сократовог живота насловио именом Федон. Након смрти свог учитеља, Федон се вратио у своју домовину Елиду, где је основао Елидо-Еретријску школу филозофије.
Савременици не знају практично ништа о основама филозофског учења Федона и његове школе. Трактати које је написао су изгубљени.

## Биографија
Федон је рођен око 417. п. н. е. у племићкој породици Елис. Када је имао око 17 година, Спартанци су заузели његов родни град. Федон је ухваћен и потом продат у ропство власнику атинске јавне куће. Младића је приметио Сократ када је слушао његове разговоре са својим ученицима. Филозоф је тражио, према различитим верзијама, Алкибијада, Критона или Кебеса, да откупе Федона. Након ослобођења из ропства, ушао је у круг Сократових ученикам.
Биографија Федона у древним изворима постала је предмет расправе међу савременим историчарима. Ауторка научних радова о Платоновој филозофији, професорка Сорбоне Моника Диксо, тврдила је да је биографија Федона превише невероватна да би била истинита. Немачки научник из 19. века Лудвиг Прелер веровао је да ако су изјаве древних извора о хватању и продаји Федона у ропство тачне, онда би се догађај хипотетички могао догодити или 431. године п. н. е., или у 402/401-400. п. н. е.. када су Спартанци извршили војне походе на Елиду. Истраживач је тврдио да у време Сократове смрти, Федон још није имао 18 година. Овај закључак је донео на основу стихова из Платоновог дијалога „Федон”: „И тако, прелазећи руком преко моје главе и заглађујући косу на мом врату, често се играо мојом косом.” Ова фризура је била типична за младиће који нису достигли пунолетство. Са 18 година, по ступању у статус пуноправног грађанина ефебе, коса им је ошишана. У овом случају не можемо говорити о заточеништву Федона 431. п. н. е. У реконструкцији Л. Прелера, Федон је пао у ропство 401-400. п. н. е. Ова хронологија објашњава зашто је име Федон одсутно у сократским списима Ксенофонта. Овај писац је напустио Атину 401. п. н. е. и, сходно томе, није био упознат са Федоном. Прелерова реконструкција има низ слабих тачака. Дуга коса не може јасно да укаже на старост Федона, који због свог порекла није могао постати пуноправни грађанин Атине.
Према Платону, Федон је био присутан у последњим минутима живота свог учитеља. Штавише, дијалог који описује последње сате Сократовог живота носи наслов „Федон”. Трактат је разговор између Федона и питагорејског Ехекрата. Локација је полис на северу Пелопонеског Пхлиунта. Федон се нашао у граду, путујући из Атине у своју домовину у Елиду. Радња се одвија, судећи по разговору, убрзо након Сократове смрти. Ехекрата занимају сви детаљи погубљења чувеног филозофа, о чему, нажалост, не зна практично ништа. Федон, који има око 18 година, препричава Сократов разговор са својим ученицима последњег дана његовог живота и описује каснију егзекуцију. Према Атенеју, сам Федон је, прочитавши расправу, рекао: „Нити сам му тако нешто рекао, нити чуо од њега.“ Ове речи су у корелацији са чињеницом коју признају историчари да сам Платон, због болести, није био присутан на догађајима описаним у дијалогу[. Историчари имају питање: „Зашто је Платон, од свих Сократових ученика, изабрао Федона за приповедача о последњем часу Сократовог живота?“ Постоји неколико хипотеза. По једној, Платон је одао почаст свом пријатељу, по другој, намерно је узео најбезначајнијег од свих ученика, Сократа, како његова личност не би засенила учитеља. У дијалогу је Федон представљен као млад и неискусан студент, али већ упућен у основе филозофије. Можда је то било неискуство и младост постали главни фактори који су одредили Платонов избор. Према другој верзији, Платон је написао свој дијалог у време када је Федон већ био зрео филозоф. Сходно томе, трактат је одражавао мисли историјског Федона о постојању разумне душе и физичких жеља. Само контрола ума над жељама је кључ рационалног и исправног живота. Како примећује Жан Хумберт, ове идеје су биле заједничке свим сократовцима. Атенеј такође извештава да је после Сократове смрти Платон поднео тужбу против Федона, претећи му ропством.
Касније се Федон вратио у своју домовину у Елиду и основао филозофску школу, која је касније добила име Елидо-Еретриан. Најпознатији представници школе били су ученици или ученици Федонових ученика, Асклепијада из Флија и Менедемоса из Еретрије. Научници, иако примећују краткорочни успех и популарност школе, не могу да репродукују њене главне одредбе. Правац мисли Елидо-Еретријанске школе такође остаје нејасан. Можда је то било еклектично учење, комбинујући ставове из различитих филозофских школа.